# Norwegian Air Shuttle

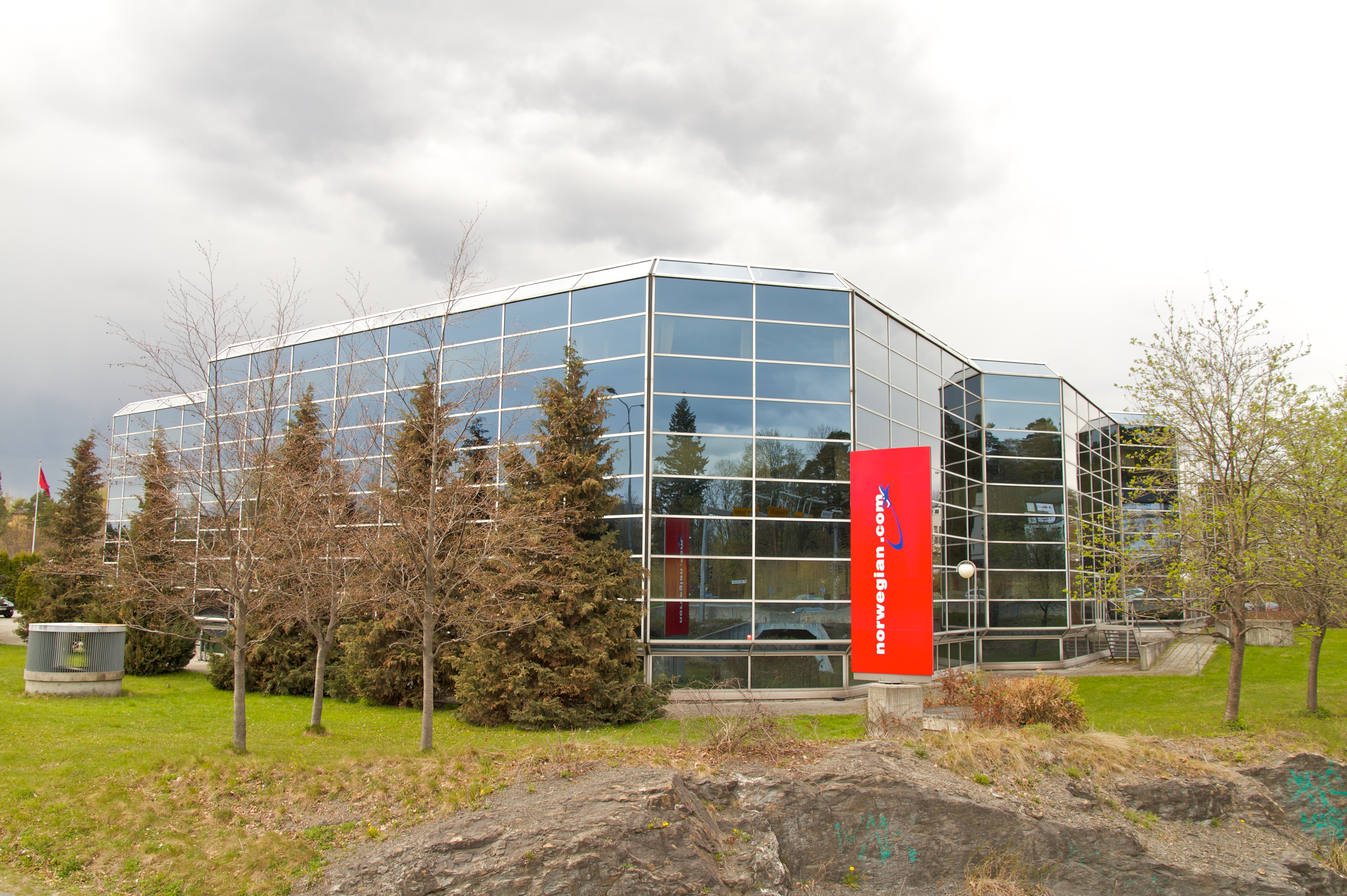
Diamanten, la sede del Norwegian Air Shuttle

Norwegian Air Shuttle ASA  (OSE: NAS, código IATA: DY), conocida como Norwegian, es una aerolínea noruega. Es la primera en Noruega así como la cuarta mayor aerolínea de bajo coste en Europa en el año 2019, y la segunda mayor aerolínea de Escandinavia[cita requerida]. 
Fue fundada en 1992 como una aerolínea regional efectuando vuelos en el oeste de Noruega tras la bancarrota de Busy Bee. Hasta 2002, operaba con aviones Fokker 50 alquilados a Braathens. Desde entonces se ha expandido rápidamente, abriendo base en Varsovia y comprando la aerolínea sueca FlyNordic en 2007, y entrando en el mercado de Copenhague en 2008. Ese mismo año, llegó el primer Boeing 737-800 de fábrica para la compañía.
Su principal base de operaciones es el Aeropuerto de Oslo-Gardermoen, pero también cuenta con bases secundarias en Bergen, Stavanger, Trondheim, Copenhague, y Estocolmo, entre otras. Ofrece muchas frecuencias en rutas nacionales en Noruega, combinado con un escaso número de frecuencias a destinos internacionales desde sus bases.
En 2009, la compañía transportó a 10,8 millones de pasajeros en 150 rutas a 94 destinos, de Europa, el Norte de África y Oriente Medio. En octubre de 2008, operaba 41 aviones Boeing 737 y McDonnell Douglas MD-80. Un total de 37,34 millones de pasajeros volaron con Norwegian en 2018, un 13% más respecto al 2017, con una ocupación media del 85,8%. Las bases situadas fuera de Escandinavia y los vuelos europeos fuera de Escandinavia no son operados por esta aerolínea sino por su filial irlandesa Norwegian Air International, con la que comparte marca y canales de comunicación con el cliente.

## Historia

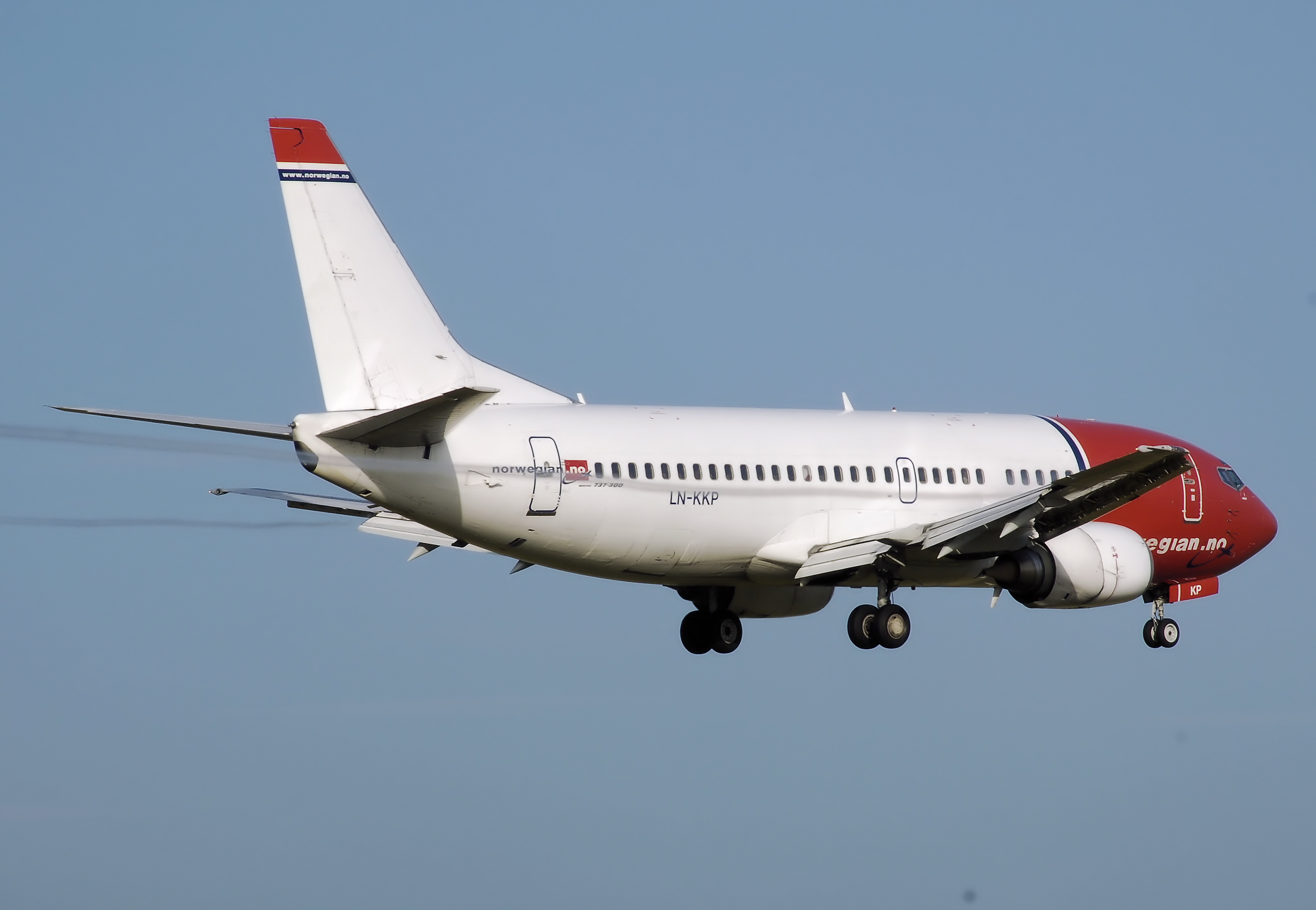
Boeing 737-300 aterrizando.

Norwegian Air Shuttle (NAX) fue fundada el 22 de enero de 1992 para hacer uso de los vuelos de la aerolínea regional Busy Bee para Braathens en el oeste de Irlanda. Busy Bee, fundada en 1967, fue una filial de Braathens que operaba una flota de aviones Fokker 50 para chárters. Esto incluía la red de vuelos regionales entre las ciudades de la Costa Oeste operando para su matriz. Tras la bancarrota, NAS se hizo con el control de tres Fokker 50, y comenzó a operar desde el Aeropuerto de Bergen-Flesland al Aeropuerto de Haugesund-Karmøy, así como desde Bergen al Aeropuerto de Ålesund-Vigra, el Aeropuerto de Molde-Årø o el Aeropuerto de Kristiansund-Kvernberget y también al Aeropuerto de Trondheim-Værnes. La compañía fue fundada y es propiedad de antiguos empleados de Busy Bee e inicialmente contaba con 50 de estos.
Desde el 1 de septiembre de 2002 la aerolínea fue rebautizada como Norwegian y comenzó a efectuar vuelos de cabotaje como aerolínea de bajo coste con seis Boeing 737-300 alquilados, en las rutas Oslo-Bergen, Oslo-Trondheim, Oslo-Tromsø y una semana más tarde, la ruta Oslo-Stavanger. Durante los primeros meses, Norwegian alquiló tres aviones.
La aerolínea ha abierto una segunda base de operaciones, en el Aeropuerto de Varsovia-Chopin en Polonia, volando a destinos del centro de Europa. Hay dos Boeing 737 operando desde Varsovia. Norwegian Air Shuttle ASA anunció el 24 de abril de 2007 que había adquirido el 100 % de la aerolínea de bajo coste sueca FlyNordic; convirtiéndose en la mayor aerolínea de bajo coste de Escandinavia. Como parte del acuerdo con el antiguo propietario, Finnair recibió un 5 % de las acciones en Norwegian.
El 23 de agosto de 2007 Norwegian anunció que comenzaría a efectuar vuelos de cabotaje regulares desde el 18 de febrero de 2008 en el nuevo Aeropuerto de Moss-Rygge, al sur de Oslo, con el aeropuerto militar también abierto para tráfico comercial y a la misma distancia de Oslo que Gardermoen. Las catorce rutas regulares iniciales desde Rygge fueron Alicante, Atenas, Barcelona, Belgrado, Bergen, Budapest, Estambul, Londres, Málaga, Marrakech, Palanga/Klaipeda, Szczecin, Valencia y Varsovia. Norwegian anunció que sus vuelos desde Rygge serían por lo general más baratos que en Gardermoen. En febrero de 2008 Norwegian anunció su primer destino a las afueras de Europa y directo; con destino a Dubái desde Oslo-Gardermoen y Estocolmo-Arlanda.
Tras la bancarrota de su competidor, Sterling Airlines, Norwegian anunció que abriría una nueva base en el Aeropuerto de Copenhague y operaría las rutas más exitosas. Los vuelos a Aalborg y Estocolmo así como vuelos adicionales a Oslo comenzarían inmediatamente, con vuelos a Londres, Ámsterdam y Roma que vendrían «poco después».
El 30 de agosto de 2007, Norwegian ordenó 42 nuevos Boeing 737-800, con opción a 42 más, por un montante de 3100 millones de dólares. Los aviones entrarán en servicio entre 2008 y 2014, con unos diez cada año. El primer 737-800 llegó al Aeropuerto de Oslo-Gardermoen, Noruega, el 26 de enero de 2008. Recibió el registro LN-NOB, y tiene dibujado en la cola al compositor y pianista noruego Edvard Grieg. Norwegian Air Shuttle pidió winglets en el nuevo avión, y quedó estacionado en el aeropuerto de Moss, aunque la mayoría de sus vuelos fuesen desde Oslo. El avión efectuó su primer vuelo regular el 1 de febrero del mismo año. El LN-NOC, que fue el segundo 737-800 que entró en la flota, fue adquirido de segunda mano a Air Europa. El 17 de abril de 2009, Norwegian recibió el 737 número 6000, con matrícula LN-NOL.
El 12 de marzo de 2019 la Agencia Europea de Seguridad Aérea (EASA) decidió cerrar su espacio aéreo a los Boeing 737-8 MAX und 737-9 MAX. Desde este momento los 18 Boeing 737 MAX 8 de Norwegian quedaron en tierra.
El 4 de diciembre de 2019 se hace público que JetSmart ha comprado a Norwegian Argentina. JetSmart asumió inmediatamente la operativa pero el proceso de integración llevará varios meses, la fecha límite es el 28 de marzo de 2020, fecha del último vuelo programado de Norwegian, aunque JetSmart tiene seis meses para utilizar los tres B737-800 de la empresa adquirida, porque luego de ese plazo deberán volver a Europa para retornar al servicio de Norwegian.

## Crisis financiera
En los primeros meses de 2020, debido al impacto en la aviación de la pandemia de COVID-19, la aerolínea sufrió considerablemente. Su valor en el mercado abierto cayó casi un 80%, y después de la quiebra de la aerolínea con sede en el Reino Unido Flybe, Norwegian fue ampliamente señalado como la próxima víctima del colapso del mercado mundial de viajes. El 16 de marzo, la aerolínea anunció que cancelaría el 85% de sus vuelos y despediría a 7300 trabajadores. Cuatro filiales suyas se declararon en quiebra.
Debido a la pandemia de Covid-19, el 85% de todos los vuelos fueron cancelados a mediados de marzo de 2020. Por esta razón, el 95% de la flota ha quedado en tierra en la segunda mitad de marzo y alrededor de 7650 empleados han sido suspendido de empleo. A partir de abril, solo 7 de los 142 aviones volaban en vuelos nacionales subvencionados  por el estado, y 200 empleados seguían trabajando en Norwegian. El 8 de mayo Jacob Schram, consejero delegado de Norwegian Air Shuttle, se dirigió a los empleados de la low cost noruega anunciando la suspensión de casi todas las operaciones hasta marzo de 2021 y tratar de crear una Nueva Norwegian. En este tiempo, la aerolínea se limitará a mantener una reducida operación aérea en Noruega, cancelando todos sus demás vuelos, tanto de corta como de larga distancia.
El 18 de noviembre de 2020 la filial irlandesa Norwegian Air International ha decidido iniciar un proceso de ‘examinership’ en Irlanda. Norwegian también obtendrá protección de dicho proceso de ‘examinership’ irlandés.
El 8 de diciembre de 2020 Norwegian pide el concurso de acreedores en Noruega
El 26 de marzo de 2021 el Alto Tribunal de Irlanda ha aprobado el proceso de reconstrucción de Norwegian, denominado Examinership. Basándose en esta decisión, la low cost noruega ha decidido presentar la misma propuesta para su votación en Noruega, al mismo tiempo que iniciará el proceso de ampliación de capital con el objetivo de una resolución definitiva a finales de mayo.
El 12 de abril de 2021 el Tribunal del Condado de Oslo ha aprobado también los planes para reflotar la compañía.
El 3 de mayo de 2021 Norwegian anuncia un Expediente de Regulación de Empleo (ERE) que afectaría hasta 1.191 trabajadores en España. Además está previsto el cierre de 3 de los 5 bases que tienen en España. En junio, la compañía llegó a un acuerdo con los sindicatos para reducir el número de empleados afectados por el Expediente de Regulación de Empleo (ERE) que incluía a 975 trabajadores, en vez de a los 1.191 iniciales.

## Operaciones

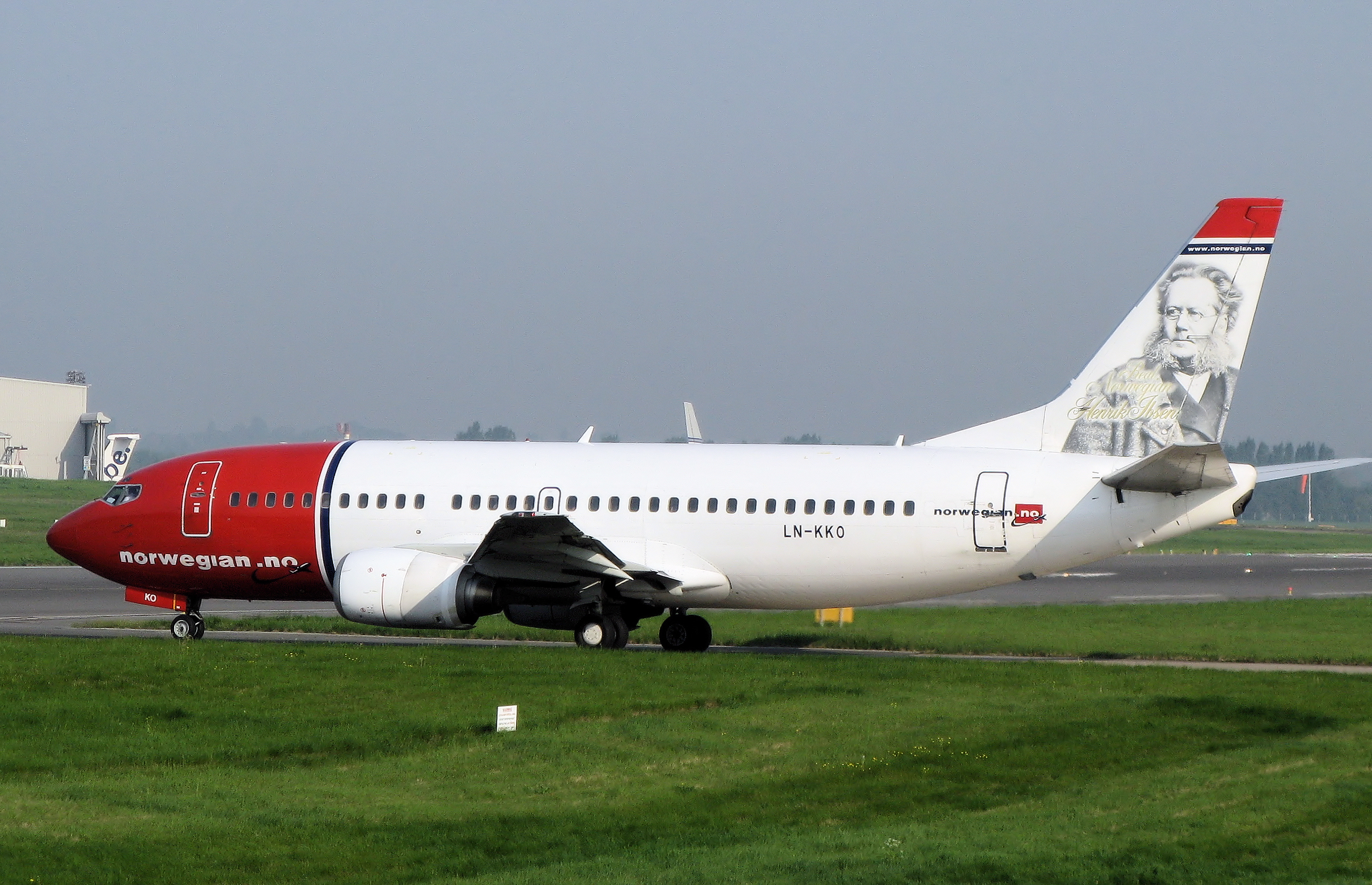
Boeing 737-300 rodando a pista, con Henrik Ibsen.

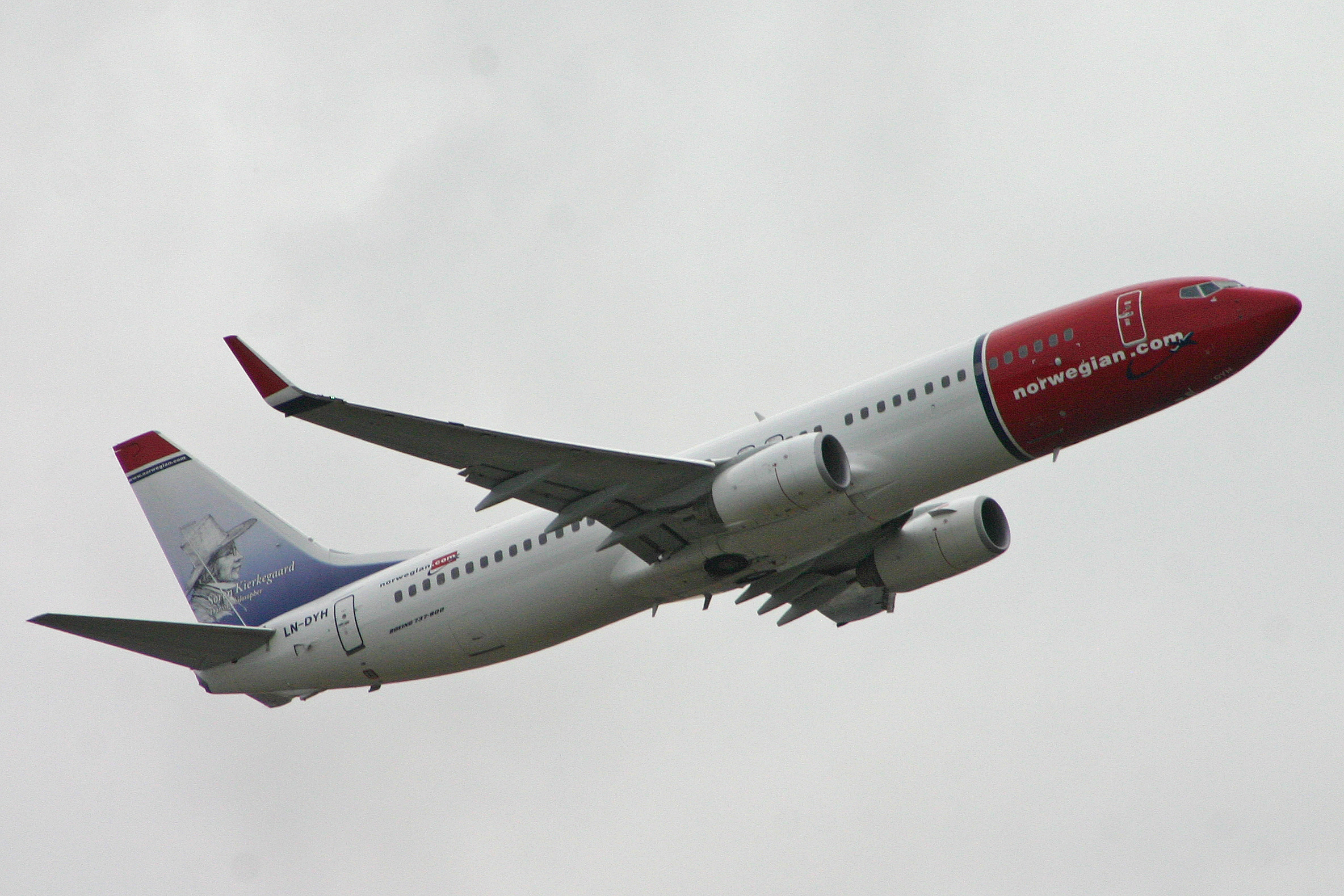
Un Boeing 737-800

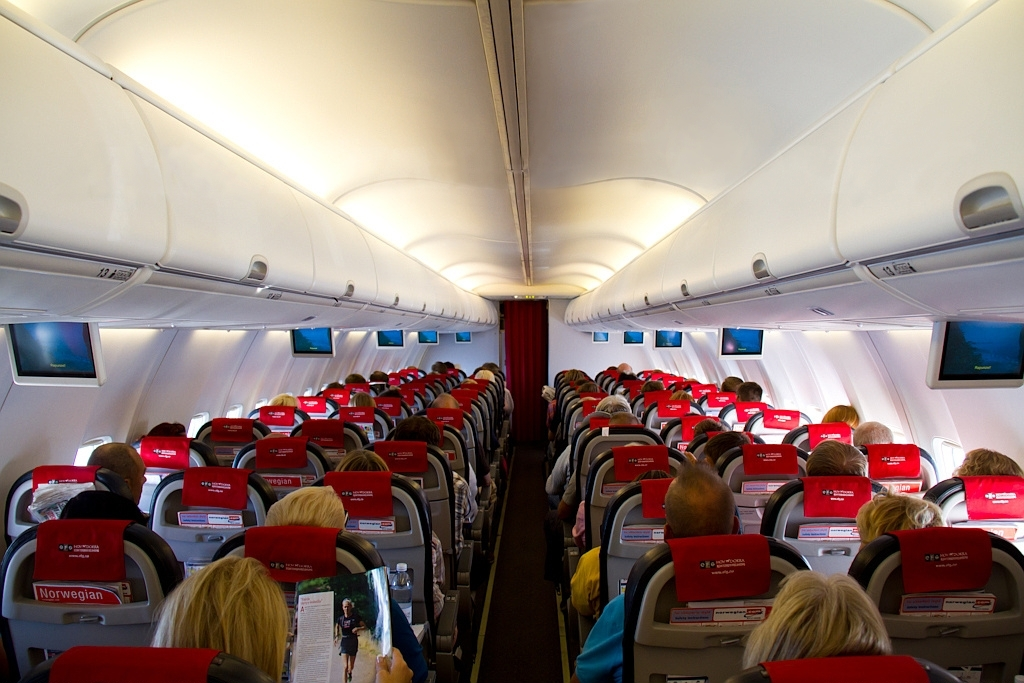
Interior de Boeing 737-800, Norwegian Air Shuttle

Las rutas Oslo-Trondheim y Oslo-Bergen tienen el mayor porcentaje de mercado en 2007 con un 43 %.
La aerolínea tiene acuerdos de código compartido con Rossiya en la ruta Oslo-San Petersburgo.
Norwegian no posee su propio servicio de handling y solo pequeñas labores de mantenimiento pueden ser efectuadas por sus empleados.

## Bases
- Europa:
  -  Dinamarca: Billund, Copenhague
  -  Finlandia: Helsinki
  -  Francia: París-Charles-de-Gaulle
  -  Italia: Roma
  -  Noruega: Bergen, Oslo, Stavanger, Trondheim
  -  Suecia: Gotemburgo, Estocolmo
  -  España: Alicante, Málaga
  -  Reino Unido: Londres-Gatwick
- norteamérica:
  -  Estados Unidos: Fort Lauderdale, Los Ángeles, Nueva York–JFK
- asia:
  -  Tailandia: Bangkok-Suvarnabhumi (Se cerrará)

Bases cerradas
- Singapur: Singapur
- España:  Madrid, Palma de Mallorca, Barcelona , Tenerife Sur, Gran Canaria
- Reino Unido: Belfast, Edinburgh
- Estados Unidos: Newburgh, Providence

## Flota
A fecha de marzo de 2023, la flota de corto recorrido de Norwegian Air Shuttle se compone de las siguientes aeronaves, con una edad media de 9.6 años:
*110 unidades pedidos, descontando 9 a Norwegian Air International, 6 a Norwegian Air Sweden y 3 que han sido entregados.
*El pedido de 97 unidades del fabricante Boeing ha sido cancelado a finales de junio de 2020.
*El pedido de los Airbus ha sido cancelado en febrero de 2021.

Los Boeing 737 de la serie −800 están equipados con winglets y motores CFM 56-7B26. Todos los 737−800 disponen de una autonomía mayor que la serie −300, permitiendo realizar vuelos de hasta 2400 millas náuticas. Son las únicas aeronaves empleadas para cubrir destinos en Oriente Medio, África y las Islas Canarias. En 2013, Norwegian Air Shuttle recibió un total de 14 Boeing 737-800. Para 2014 y 2015 las cifras correspondientes son de 14 y 11, respectivamente.
La librea de Norwegian empleada en los fuselajes de las aeronaves consiste de una sección frontal de color rojo, seguido de una banda azul y una sección trasera de color blanco. El estabilizador vertical de cada aeronave se personaliza con una representación de personalidades históricas de los países a los que sirve la aerolínea y sus filiales. Se han homenajeado a figuras noruegas, suecas, danesas, finlandesas, españolas y argentinas, entre otras.

## Filiales
| Bandera     | Aerolínea                   | Constitución | Nº de aviones |                                                 |
| ----------- | --------------------------- | ------------ | ------------- | ----------------------------------------------- |
| Noruega     | Norwegian Long Haul         | 2012         | 0             | Solo 787-flota para vuelos de larga distancia   |
| Noruega     | Norwegian Air Norway        | 2013         | 1             |                                                 |
| Noruega     | Norwegian Air Shuttle AOC   | 2020         | 25            |                                                 |
| Irlanda     | Norwegian Air International | 2014         | 0             |                                                 |
| Suecia      | Norwegian Air Sweden        | 2018         | 0             | Vuelos intereuropeos                            |
| Suecia      | Norwegian Air Sweden AOC    | 2020         | 24            |                                                 |
| Reino Unido | Norwegian Air UK            | 2015         | 0             | Vuelos transatlánticos desde y a London-Gatwick |
|             |                             |              | 50            |                                                 |

## Flota Histórica

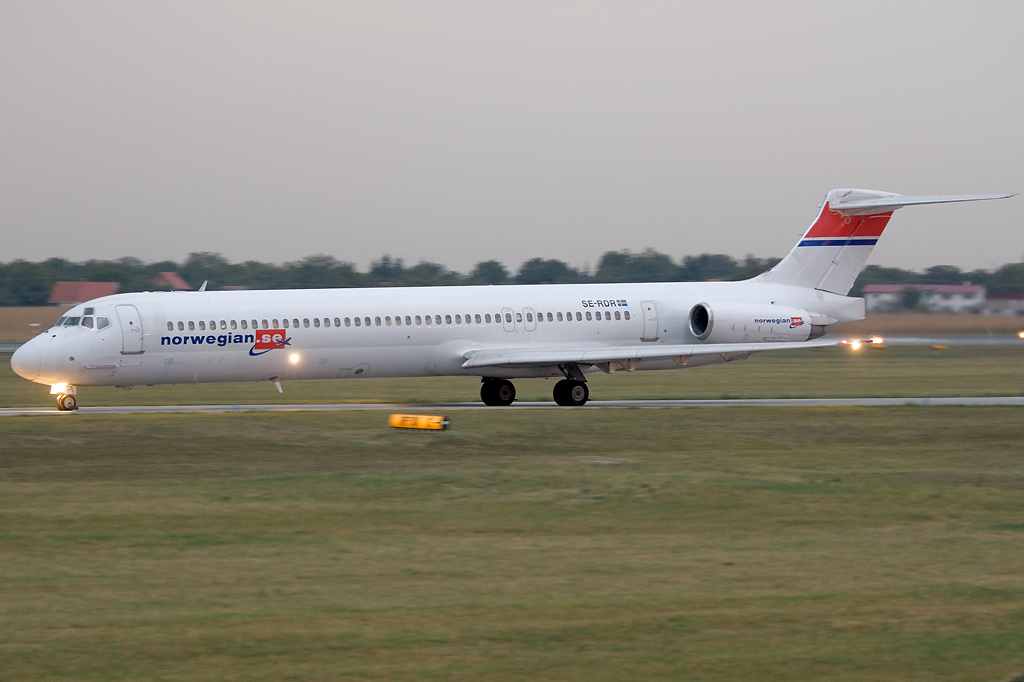
McDonnell Douglas MD-82 de Norwegian año 2009

En el pasado Norwegian Air Shuttle operó entre otros con los siguientes tipos de aviones:

## Norwegian Reward
Norwegian Reward es el programa de viajero frecuente de Norwegian Air Shuttle. El programa comenzó en 2007 y tiene más de 10 millones de miembros (2019). Cuando los miembros reservan viajes con Norwegian o utilizan los servicios proporcionados por los socios de Norwegian Rewards, se acumula CashPoints (puntos de bonificación). Un CashPoint corresponde aprox. a una corona noruega. Los puntos se pueden usar para pagar billetes de avión, reservas de asientos o equipaje.
Vinculado al programa de servicio es el Bank Norwegian. Con su tarjeta de crédito, los clientes de tarjetas noruegos reciben CashPoints en compras, así como en la compra de alimentos, seguros y tiendas de telefonía móvil. 
En 2017, 2018, 2019 y 2020, Norwegian Reward ganó el Premio Freddie al "Mejor Programa de Fidelización (Aerolíneas en Europa / África)".
El día 1 de febrero de 2021 Norwegian anunció que va a pausar el programa durante el proceso de reorganización de la empresa. El 21 de octubre de 2021 la compañía anunció que levantará todas las restricciones temporales sobre el uso de CashPoints, los puntos de su programa de fidelización Norwegian Reward, a partir del lunes 1 de noviembre.

## Número de pasajeros 2003–2021
| 2003 (Solo diciembre) | 2004    | 2005      | 2006      | 2007      | 2008      | 2009       | 2010       | 2011       |
| --------------------- | ------- | --------- | --------- | --------- | --------- | ---------- | ---------- | ---------- |
| 74 960                | 485 576 | 1 389 301 | 2 403 770 | 3 246 570 | 1 615 205 | 10 754 104 | 13 029 155 | 15 698 183 |

| 2012       | 2013       | 2014       | 2015       | 2016       | 2017       | 2018       | 2019       | 2020      | 2021      |
| ---------- | ---------- | ---------- | ---------- | ---------- | ---------- | ---------- | ---------- | --------- | --------- |
| 17 685 074 | 20 711 630 | 23 976 731 | 25 753 014 | 29 301 397 | 33 149 555 | 37 344 134 | 36 279 912 | 6 873 591 | 6 193 117 |

* Nota sobre 2020: el número de pasajeros disminuyó tanto por las restricciones de vuelos debido a la pandemia COVID-19.

## Número de aviones 2002–2020
(Propiedad y arrendamiento financiero)
|           | 2002 | 2003 | 2004 | 2005 | 2006 | 2007 | 2008 | 2009 | 2010 | 2011 | 2012 | 2013 | 2014 | 2015 | 2016 | 2017 | 2018 | 2019 | 2020 |
| --------- | ---- | ---- | ---- | ---- | ---- | ---- | ---- | ---- | ---- | ---- | ---- | ---- | ---- | ---- | ---- | ---- | ---- | ---- | ---- |
| 737-300   | 6    | 8    | 11   | 13   | 22   | 24   | 28   | 28   | 27   | 16   | 10   | 10   | 5    |      |      |      |      |      |      |
| M 80      |      |      |      |      |      | 8    | 5    |      |      |      |      |      |      |      |      |      |      |      |      |
| 737-800   |      |      |      |      |      |      | 7    | 18   | 30   | 46   | 58   | 72   | 83   | 91   | 104  | 117  | 114  | 101  | 81   |
| 787-8/9   |      |      |      |      |      |      |      |      |      |      |      | 3    | 7    | 8    | 12   | 21   | 32   | 37   | 32   |
| 737 MAX 8 |      |      |      |      |      |      |      |      |      |      |      |      |      |      |      | 6    | 18   | 18   | 18   |
| Total     | 6    | 8    | 11   | 13   | 22   | 32   | 40   | 46   | 57   | 62   | 68   | 85   | 95   | 99   | 116  | 144  | 164  | 156  | 131  |